# Скоруша
 Тази статия е за дървото.  За селото в Северна Македония вижте Скоруша (село).  
Скоруша, по-рядко Оскруша (Sorbus domestica) е дървесен вид от род Sorbus.
Скорушите са листопадни дървета, достигащи във височина 15 – 20 m (рядко до 30 m) с диаметър на стъблото до 1 метър. Короната е широкояйцевидна до закръглена. Възможно е екземпляри, разположени на неудобни незащитени места, да достигнат едва до формата на храст с височина 2 – 3 m. Кората е кафява и гладка при младите дървета, а при по-старите видове става напукана и люспеста. Зимата пъпките са зелени с лепкаво смолисто покритие. Листата са 15 – 25 cm дълги, текоперести с по 13 – 21 отделни листенца, всяко дълго 3 – 6 cm и 1 см широки, с прав остър връх и назъбени ръбове на по-външните страни или надве трети от листенцето. Цветовете са 13 – 18 mm в диаметър, с по пет бели венчелистчета и 20 кремаво бели тичинки. Цъфтежът е през април – май. Плодът е ябълков, дълъг 2 – 3 cm, зелено-кафеникав, често от страната, огрявана от слънчева светлина, е искрящо червен.

## Разпространение
Естествено разпространение на територията на Западна, Централна и Южна Европа, Северозападна Африка (Атласките планини) и Югозападна Азия (Мала Азия; източните подножия на Кавказ). В България се среща в равнините и планините до около 1000 м надморска височина.

## Екологични изисквания
Скорушата е бавнорастяща, светлолюбива и сравнително сухоустойчива. Като парково дърво рядко се използва, но може да намери приложение в цялата страна за единични, групови и алейни засаждения и в лесопарковото строителство.

## Плодове
Неугнилите плодове са твърди, добре понасящи транспорт. Плодовото месо е лимоненожълто със силно изразен тръпчив вкус. В това състояние те са непригодни за ядене. Консумират се с удоволствие, когато започне процесът на т.нар. благородно гниене. При него целулозата частично се разгражда, едни вещества се трансформират в други, трапчивостта намалява до пълно изчезване, плодовото месо омеква, става бежово-кафяво на цвят, нежно и с много приятен вкус. Определят се като деликатес. Узряването им протича неедновременно – от средата на август до средата на октомври. За промишлени цели твърде удълженият период на узряване е недостатък, но за личните стопанства е предимство. Благодарение на него в продължение на повече от два месеца може редовно да се разполага с плодове за консумация в свежо състояние и за преработка. Най-добре е да се берат в пълна зрялост. Тогава и угниването им протича по-пълноценно и качествено. Узрелите, но неугнили плодове, поставени в подходяща фруктиера, имат ефектен вид и могат да бъдат сполучлива украса за трапезарията на всеки дом. Тъй като угниването протича постепенно, може ежедневно да се отделят угнилите плодове и да се консумират в най-подходяща фаза. Те могат да се използват като десерт или следобедна закуска, защото всъщност са естествени плодови кремове в необичайна форма. Процесът на угниване при стайни условия в зависимост от времето на беритба и температурата на въздуха продължава от 2 до 8 дни. Късно узрели плодове (октомври), поставени в хладилник при температура 3 – 4 °C, угниват при твърде забавени темпове. Към 19 – 20 декември те стават в отлично за консумация състояние. Това означава, че в хладилник скорушите могат да се съхраняват около 2 месеца.

## Състав на плодовете
Угнилите скоруши се отличават с високо съдържание на сухо вещество – от 28,2 до 32,9%. Особено богати са на въглехидрати (11,1 – 18,2%), като в процеса на угниване захарността се увеличава средно със 7,3%. Много ценно е високото съдържание на фруктоза – 60,5% от общото количество. На второ място е глюкозата с 31,3% и накрая е захарозата само с 1,2%. Те са подходяща храна за диабетици, още повече че съдържат и сорбитол – от 9,6 до 19,4 mg на 1 кг плод. Съдържанието на органични киселини е ниско (0,4%), а на витамин С се движи от 9,1 до 16,4 mg. Целулозата и пектинът като баластна храна са особено полезна съставка в храната на съвременния човек. Способността им да подпомагат освобождаването на организма от токсични вещества е високо ценена. Скорушите са богати на целулоза (2,92%) и на пектин (1,7%). Колкото по-неугнили са плодовете, толкова тяхното съдържание е по-високо. Минералният им състав е богат и разнообразен. Особен интерес представлява преобладаващото съдържание на калий (458,6 mg), на калций (93,9 mg), магнезий (30,9 mg), фосфор (13,5 mg), желязо (8,9 mg). Плодовете съдържат и 17 вида аминокиселини, като незаменимите съставляват 41 – 42%.